# Petit paté de Pesenàs
El petit paté de Pesenàs és una especialitat culinària de la localitat de Pesenàs, al Llenguadoc. El militar anglès Robert Clive va romandre tres mesos a la ciutat de Pesenàs, després d'haver estat governador de Bengala de 1758 a 1760 i de 1765 a 1767. El 1768, el seu cuiner particular va crear aquest paté inspirant-se en la gastronomia índia.

## Ingredients

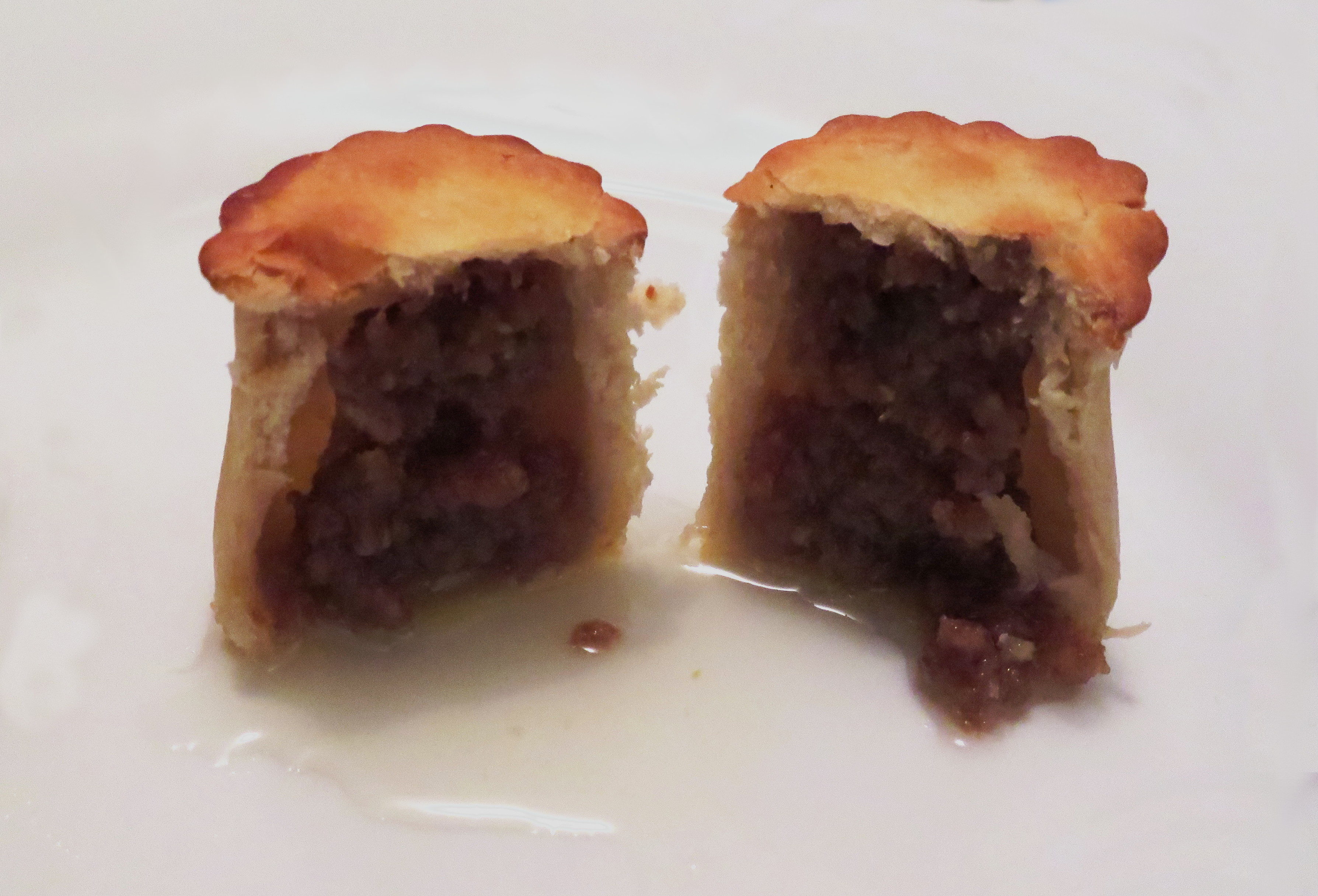
La menja tallada per la meitat

El petit paté està fet d'un cilindre de pasta brisa, farcit de carn de xai condimentada amb sucre moreno i llimona. El paté es cobreix amb una tapa de pasta brisa, que li dona forma de bobina, i es menja calent com a aperitiu o com a entrant.
És una recepta dolça i salada, com algunes receptes índies, i podria remuntar els seus orígens a plats de l'imperi mogol, com ara el keema i el naan.